# STS-126

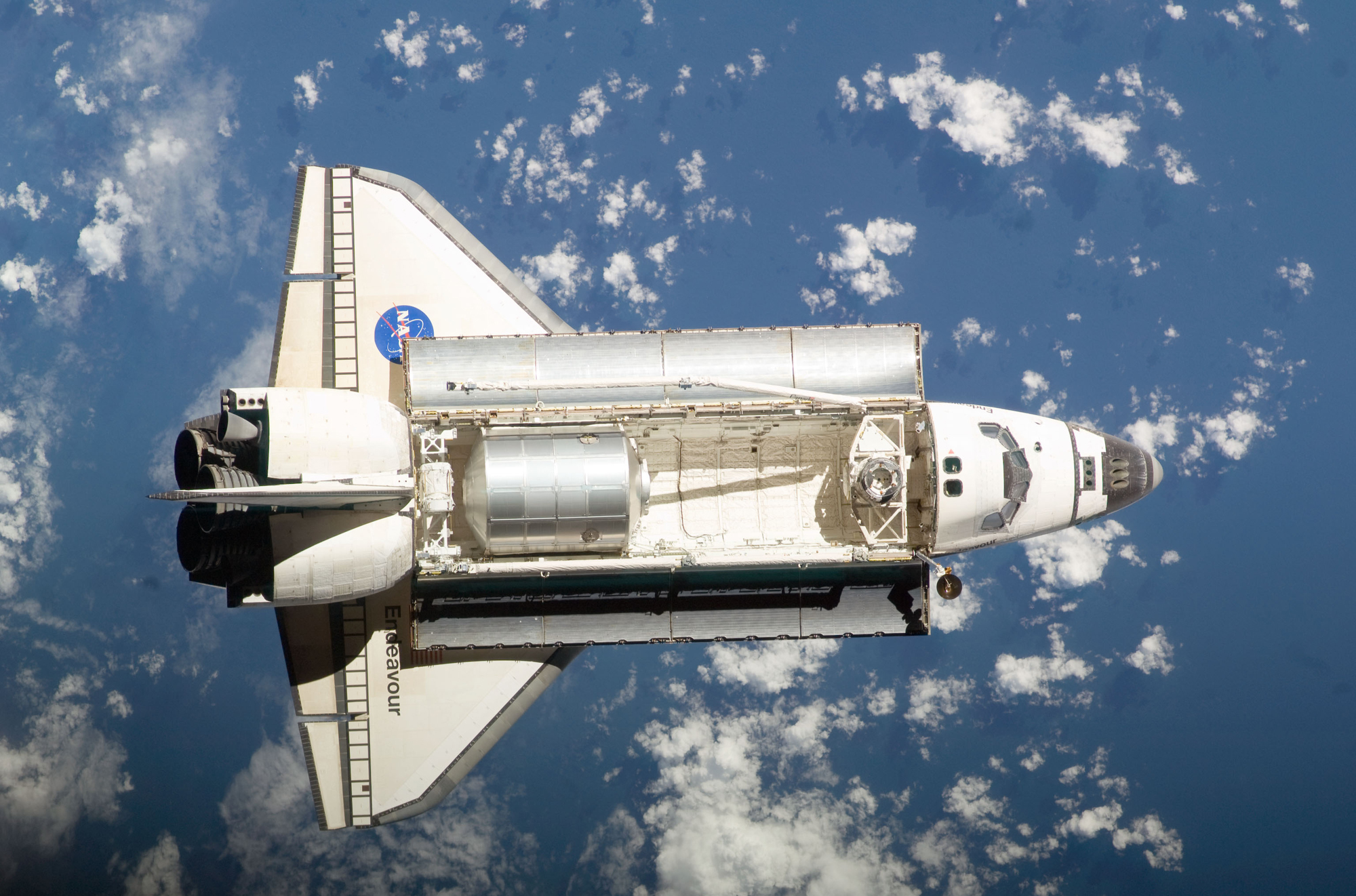
Prom przed dokowaniem z otwartym lukiem bagażowym, w którym znajduje się włoski kontener logistyczny Leonardo

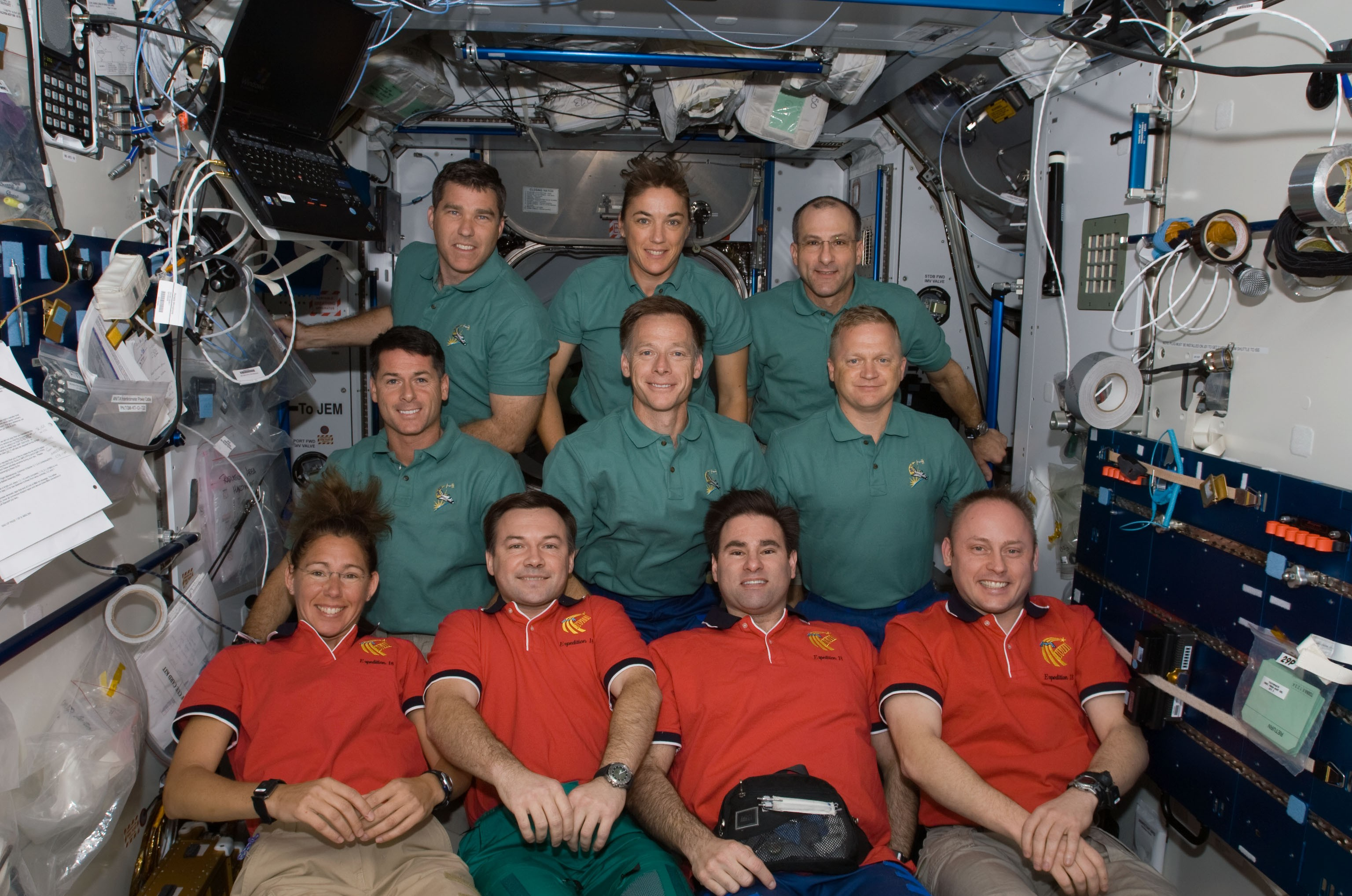
20 listopada 2008 stacja obchodziła 10. rocznicę. Na ISS znajdowało się wtedy dziesięć osób: załoga stacji i załoga promu Endeavour misji STS-126. Kolejno od lewej dolny rząd: Sandra Magnus, Jurij Łonczakow, Gregory Chamitoff i Edward Fincke. Środkowy rząd od lewej: Robert Shane Kimbrough, Christopher Ferguson i Eric Boe. Górny rząd od lewej: Stephen Bowen, Heidemarie Stefanyshyn-Piper i Donald Pettit

STS 126 (ang. Space Transportation System) − dwudziesta druga  misja wahadłowca Endeavour i sto dwudziesta czwarta programu lotów wahadłowców. Głównym celem tej wyprawy było dostarczenie na Międzynarodową Stację Kosmiczną (ISS) zaopatrzenia w module MPLM Leonardo. Na samej stacji zostały zainstalowane dodatkowe kwatery sypialne, toaleta oraz urządzenia do ćwiczeń, co miało umożliwić zwiększenie ilości członków załogi z trzech  do sześciu osób na początku 2009 roku. W ciągu czterech spacerów kosmicznych zostały naprawione dwa złącza SARJ, które umożliwiają panelom słonecznym podążanie za światłem. Misja rozpoczęła się zgodnie z planem 15 listopada 2008 roku (według czasu UTC), a zakończyła 30 listopada 2008. Przed katastrofą Columbii do tego lotu wyznaczony był prom Atlantis.

## Załoga
źródło
- Christopher J. Ferguson (2)*, dowódca
- Eric A. Boe (1), pilot
- Stephen G. Bowen (1), specjalista misji
- Heidemarie M. Stefanyshyn-Piper, (2) specjalista misji
- Donald R. Pettit, (2) specjalista misji
- R. Shane Kimbrough, (1) specjalista misji

* Joan E.M. Higginbotham z pierwszego składu załogi zrezygnowała z udziału w misji i zastąpił ją D. Pettit.

### Przywieziony członekzałogi 18 ISS
- Sandra Magnus (2), inżynier pokładowy ISS

### Odwieziony na Ziemię członekzałogi 17 ISS
- Gregory Chamitoff (1), inżynier pokładowy ISS

*(liczba w nawiasie oznacza liczbę lotów odbytych przez każdego z astronautów)

## Przebieg misji
- 12 listopada 2008 o 03:00 – UTC rozpoczęto odliczanie przedstartowe.
- 15 listopada o 00:55:39 UTC – wahadłowiec wystartował z przylądka Canaveral z platformy startowej LC-39A.
- 16 listopada o 22:01:27 UTC – Endeavour przycumował do Międzynarodowej Stacji Kosmicznej.
- 17 listopada o 18:23:58 UTC – moduł logistyczny Leonardo został dołączony do stacji.
- 18 listopada o 18:09 UTC – Heidemarie M. Stefanyshyn-Piper i Stephen G. Bowen rozpoczęli pierwszy z czterech zaplanowanych spacerów kosmicznych (EVA-1).
- 18 listopada około 21:00 UTC – Heidemarie M. Stefanyshyn-Piper straciła swoją torbę z narzędziami w trakcie czyszczenia jej ze smaru.
- 19 listopada o 01:01 UTC – zakończył się pierwszy spacer kosmiczny.
- 20 listopada o 17:58 UTC – rozpoczął się drugi spacer kosmiczny (Stefanyshyn-Piper, Kimbrough).
- 21 listopada o 00:43 UTC – zakończył się drugi spacer kosmiczny.
- 21 listopada o 17:10 UTC – orbita Międzynarodowej Stacji Kosmicznej została podwyższona o około jedną milę morską.
- 22 listopada o 18:01 UTC – rozpoczął się trzeci spacer kosmiczny (Stefanyshyn-Piper, Bowen), który zakończył się 23 listopada o 00:58 UTC.
- 24 listopada o 15:57 UTC – misja STS-126 została przedłużona o jeden dzień.
- 24 listopada o 18:24 UTC – rozpoczął się czwarty, a zarazem ostatni spacer kosmiczny (Bowen, Kimbrough).
- 25 listopada o 00:31 UTC – zakończył się czwarty i ostatni spacer kosmiczny.
- 26 listopada – przemieszczono moduł Leonardo z modułu Harmony z powrotem do ładowni wahadłowca.
- 28 listopada o 14:47:30 UTC – Endeavour odłączył się od Międzynarodowej Stacji Kosmicznej.
- 29 listopada o 20:33 UTC – z ładowni promu wyrzucono nanosatelitę PSSC (Pico-Satellite Solar Cell Testbed Experiment) o masie 7 kg.
- 30 listopada o 21:25:06 UTC – Endeavour wylądował w bazie Edwards w Kalifornii.

## Parametry misji
- Masa: 
  - startowa całego wahadłowca: 2 051 658 kg[4]
  - startowa orbitera: 121 061 kg[4]
  - ładunku: 17 370 kg[5]
  - lądującego orbitera: 101 342 kg[4]
- Perygeum: 344 km[5]
- Apogeum: 352 km[5]
- Inklinacja: 51,6°[5]
- Okres orbitalny: 91,5 min[5]

## Dokowanie do ISS
- Połączenie z ISS: 16 listopada 22:01:27 UTC[1]
- Odłączenie od ISS: 28 listopada 14:47:30 UTC[1]
- Łączny czas dokowania: 11 dni 16 godzin 46 minut